# Actiosaurus
L'actiosauro (letteralmente sauro delle coste) è stato un animale estinto, descritto da H. E. Sauvage nel 1882. Rinvenuto sugli strati del Giurassico, la sua validità come specie è da ritenersi dubbia (è infatti considerato nella nomenclatura zoologica come nomen dubium). Originalmente descritto come dinosauro (un megalosauro per Sauvage e un teriodonte per Huene nel 1902), oggi si pensa che sia un ittiosauro. 
La specie tipo è A. gaurdii.